# Nazionale maschile di rugby a 15 dell'Egitto
La nazionale di rugby XV dell'Egitto (in inglese Egyptian Rugby Football Union) è inclusa nel terzo livello del rugby internazionale.
La squadra è stata fondata in seguito alla separazione della Selezione di rugby a 15 del Golfo Persico.

## Confronti totali con le altre nazionali
| Avversario   | Giocate | Vinte | Pareggiate | Perse | %V/G |
| ------------ | ------- | ----- | ---------- | ----- | ---- |
| Algeria      | 1       | 0     | 0          | 1     | 0%   |
| Benin        | 1       | 1     | 0          | 0     | 100% |
| Burkina Faso | 1       | 0     | 1          | 0     | 0%   |
| Mali         | 1       | 0     | 0          | 1     | 0%   |
| Mauritania   | 1       | 1     | 0          | 0     | 100% |
| Totale       | 5       | 2     | 2          | 1     | 40%  |